# W każdym (polskim) domu
W każdym (polskim) domu – siódmy album solowy Błażeja Króla. Wydany został w dzień urodzin artysty, 9 lutego 2023 roku przez ART2. Single promujące album to: Przyszedłem tu..., Miałem już nie tańczyć oraz 10 lat.

## Lista utworów[3]
| Nr. | Nazwa utworu             | Długość trwania |
| --- | ------------------------ | --------------- |
| 1   | Siadaj/słuchaj           | 0:59            |
| 2   | Nic nowego               | 3:14            |
| 3   | Nieco głębiej            | 3:20            |
| 4   | Przeszedłem tu...        | 3:31            |
| 5   | Pewne kwiaty             | 3:17            |
| 6   | Miałem już nie tańczyć   | 4:00            |
| 7   | A teraz tylko...         | 3:10            |
| 8   | Prawda                   | 3:41            |
| 9   | Im dłużej milczysz to... | 3:34            |
| 10  | 10 lat                   | 3:37            |
| 11  | Skacz na głębinę         | 3:02            |
| 12  | Inicjały                 | 2:36            |
| 13  | Będę żałował             | 3:32            |
| 14  | Za tatusia i mamusię     | 3:29            |